# بلانچارد (اکلاهما)
بلانچارد(به انگلیسی: Blanchard) شهری در ایالت اکلاهما کشور ایالات متحده آمریکا است که جمعیت آن در سرشماری سال ۲۰۱۰ میلادی، ۷٬۶۷۰ نفر بوده‌است.